# Brockman 4 Mine
Brockman 4 Mine är en gruva i Australien. Den ligger i kommunen Ashburton och delstaten Western Australia, omkring 1 000 kilometer norr om delstatshuvudstaden Perth. Brockman 4 Mine ligger 576 meter över havet.
Trakten runt Brockman 4 Mine är nära nog obefolkad, med mindre än två invånare per kvadratkilometer.. Det finns inga samhällen i närheten.
Omgivningarna runt Brockman 4 Mine är i huvudsak ett öppet busklandskap. Genomsnittlig årsnederbörd är 433 millimeter. Den regnigaste månaden är januari, med i genomsnitt 179 mm nederbörd, och den torraste är augusti, med 1 mm nederbörd.